# 奥信濃

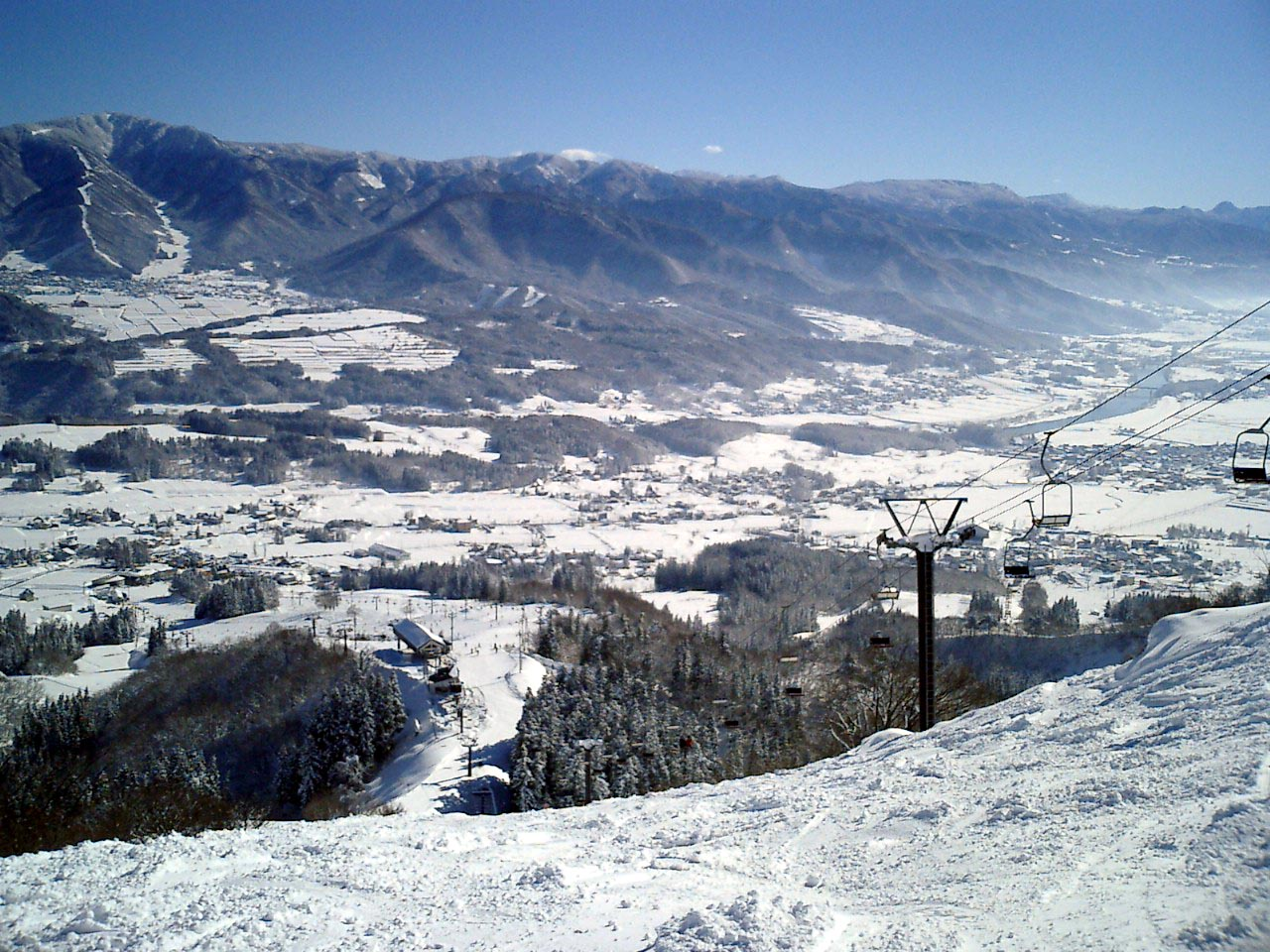
戸狩温泉スキー場から野沢温泉方面を望む

奥信濃（おくしなの）は、長野県北信地方北部の汎称地名である。飯山市、中野市豊田地区、下水内郡栄村、下高井郡木島平村、同野沢温泉村が該当し、北信地域のうち山ノ内町と中野市（旧豊田村を除く）以外の部分に相当する。飯水岳北地方の別名がある。

## 地理
地形は変化に富み、西は斑尾山から鍋倉山へ続く新潟県境の関田山脈、東は毛無山から志賀高原に連なる山脈により区切られ、その奥は秋山郷となる。千曲川右岸のカヤの平高原、牧の入高原や野沢温泉、左岸の斑尾高原や戸狩温泉などは天然資源を生かした観光地として旅館や民宿、ペンションなどが開設されている。エノキ、ナメコ、シメジ、アスパラガスなどの農業生産も行われている。

## 気候
県内有数の豪雪地帯であり、冬季の5ヶ月間は雪に覆われる。飯山市・栄村・木島平村・野沢温泉村はそれぞれ全域が国の特別豪雪地帯に指定されている。この地方には「一里一尺」の言葉があり、北へ一里進むごとに一尺ずつ積雪が増すと言われている。飯山市街は平年2m弱の積雪に見舞われ、飯山市桑名川や栄村では3m～3.5mにも及ぶ。積雪対策として商店街には雁木が設けられ、学校の校庭の鉄棒には、雪の重みによる破損を避けるため取り外し可能になっているものがある。

## 文化
平安時代の『今昔物語集』巻二十第10には「信濃国の奥の郡に侍りし郡司」とあり、室町・戦国時代には、更級郡、埴科郡、高井郡、水内郡を総称して「奥四郡」と言われていた。
長野県方言における方言区画では、栄村のみ「奥信濃方言」に区分され、新潟県魚沼地方の方言に類似する。栄村のうち秋山郷は、周囲から隔絶された秘境であったことから「秋山郷方言」と呼ばれる独自の方言を持つ。飯山市、木島平村、野沢温泉村の方言は「岳北方言」と呼ばれ、北信方言の一種であるが奥信濃方言との共通点も多く持つ。